# ZN (Studentenorden)

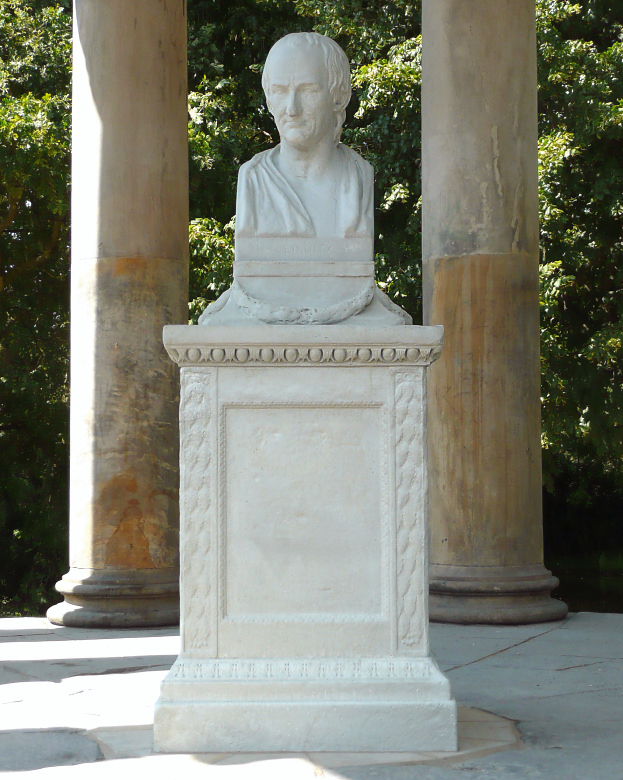
Leibnizbüste (Kopie)

Der Studentenorden mit der Bezeichnung Z.N. war einer der bedeutenden Studentenorden an der Georg-August-Universität Göttingen im 18. Jahrhundert.

## Geschichte
Neben dem wohl einzigen nach dem Ordensverbot von 1766 bis 1778 fortbestehenden Studentenorden Concordia et Taciturnitas (C.e.T.), entstand neu, aus dem Ordre de l’Esperance und der Göttinger Espérancierloge Mars hervorgegangen 1772 der Orden Z.N., zuletzt unter dem Seniorat Professor Blumenbachs bis zum Verbot 1784. Z.N. war nach der Einschätzung von Historikern der einflussreichste Göttinger Studentenorden der zweiten Hälfte des 18. Jahrhunderts. Carl Friedrich Schubert, immatrikuliert 8. Mai 1778 bis Ostern 1781, Autor der Silhouetten-Sammlung Schubert (1778–1781) mit Porträts seiner Koätanen in der Hannoverschen Landsmannschaft und der hervorgehobenen Mitglieder der weiteren in Göttingen bestehenden Landsmannschaften seiner Zeit, die vielfach auch Mitglied des Ordens Z.N. waren, hielt viele Z.N.-Mitglieder in Göttingen als Schattenriss fest und bezeichnete diese als Mitglieder. Darüber hinaus gaben sich viele ZN-Mitglieder in Stammbucheinträgen das Zeichen des Ordens bestehend aus den Buchstaben „ZN“ selbst bei.
Der Orden verfügte bei seinem Verbot über ein erhebliches Geldvermögen, das für die Einrichtung eines Chemischen Labors gesammelt worden war. Unter Ernst Brandes wurden diese Mittel unter Einwerbung weiterer Mittel aus dem Mitgliederkreis für ein Denkmal für Gottfried Wilhelm Leibniz vorgesehen. Aus dem Liquidationsvermögen des Ordens schuf der irische Bildhauer Christopher Hewetson 1788 die Leibniz-Büste für den Leibniztempel in Hannover und setzte so zugleich dem ZN-Orden und seinen aufklärerischen Zielsetzungen ein bleibendes Denkmal.

## Mitglieder des Ordre de l'Esperance
Mitglieder des Vorgängerordens in Göttingen bildeten die Altherrenschaft und die Förderer des Ordens Z.N., so Dietrich Heinrich Ludwig von Ompteda, imm. 14. Oktober 1763 ex Ritterakademie Lüneburg (1761–1763), auch Mitglied des Ordre de l'Esperance. Er ist auch enthalten in der Teilnehmerliste zum Besuch des Herzogs von York in Göttingen am 22. August 1765. Er ist weiter belegt durch seinen Eintrag im Stammbuch von dem Busch (1763-66). Weiter Ernst August Rumann, imm. 24. Oktober 1763 bis Michaelis 1766, ebenfalls enthalten in der Teilnehmerliste zum Besuch des Herzogs von York in Göttingen am 22. August 1765. und Christian Ludwig Albrecht Patje, imm. 20. Oktober 1764 bis Ostern 1767.

## Mitglieder des Ordens ZN in Göttingen
| Name                                              | Immatrikulation                                                                                      | Rezeption ZN       | Anmerkungen | Abbildung |
| ------------------------------------------------- | --- | ------------------ | --- | --------- |
| Lenthe, Ernst Friedrich Christian von             | 14. Oktober 1771 (ex. Ritterakademie Lüneburg 1767–71) bis Michaelis 1774, stud. jur. aus Calenberg. | 10. April 1772     | Erstes ZN-Zeichen in Göttingen unter dem 10. April 1772. Auch Mitglied der Hannoverschen Landsmannschaft. Einträge im Stammbuch Fortmann 1772–1775 und im Stammbuch Leisewitz 1770–1774; ZN-Zeichen im Stammbuch von Campen 1773–1777. |           |
| Culemann, F. C.                                   | 13. Oktober 1770 (ex. ac. Jena), aus Lippe.                                                          | 20. Mai 1772       | Zweites ZN-Zeichen in Göttingen unter dem 20. Mai 1772. |           |
| Wense, Friedrich Wilhelm von der                  | 24. Oktober 1771 aus dem Lüneburgischen.                                                             | 22. August 1772    | Auch Mitglied der Hannoverschen Landsmannschaft. Einträge im Stammbuch Fortmann 1772–1775, Stammbuch Heineken (1771–1774) und im Stammbuch Rupstein (1773–1774). |           |
| Düring, Johann Christian von                      | 1. Mai 1770 (ex ac. Kiel) bis Michaelis 1772.???                                                     | August 1772        | Ritterakademie Lüneburg 1768–69. Senior der Hannoverschen Landsmannschaft vom 23. Mai 1772 bis Oktober 1772. Die Musik zu seinen Ehren am 23. Mai 1772 löste den Landsmannschafterstreit mit der Mecklenburgischen Landsmannschaft aus, an der sich auch die Kurische Landsmannschaft beteiligte. Eintrag im Stammbuch Fortmann (1772-75). |           |
| Düring, Friedrich von                             | stud. jur. aus dem Bremischen.                                                                       | 17. September 1772 | |           |
| Gemmingen, Louis Baron von                        | 15. Oktober 1771 (ex. ac. Tübingen)                                                                  | 19. September 1772 | Zuvor in Tübingen Mitglied des Ordens SEC |           |
| Gaisberg, P. A. Frhr. von                         | 29. Oktober 1772 aus Leonberg                                                                        | 19. September 1772 | |           |
| Löwenstern, Carl Otto von                         | 8. Oktober 1771 aus Curland                                                                          | 25. September 1772 | |           |
| Rosenthal, Georg von                              | 12. Oktober 1770 aus Curland                                                                         | 30. September 1772 | |           |
| Kalm, H. B. von                                   | 5. Mai 1770 aus Braunschweig                                                                         | 12. Oktober 1772   | |           |
| Fortmann, Johann Gottfried                        | 1. Mai 1770 bis Michaelis 1775                                                                       | 1772 ??            | Auch Mitglied der Hannoverschen Landsmannschaft. Stammbuchhalter des Stammbuches Fortmann (1772-75) in der Handschriftenabteilung der SUB Göttingen. Eintrag im Stammbuch Heineken (1771-74). Auch Mitglied des Ordens ZN. |           |
| Campen, H. C. S. von                              | 13. Mai 1771 aus Braunschweig                                                                        | 24. Februar 1773   | Stammbuchhalter des Stammbuch H. C. S. von Campen im Niedersächsischen Staatsarchiv Wolfenbüttel. |           |
| Vogel, Samuel Gottlieb                            | 2. Juli 1764, M. D. aus Erfurt.                                                                      | 29. März 1773      | Begann sein Studium in Göttingen im Alter von 14 Jahren. |           |
| Gemeiner, J. C. T. (nicht =Carl Theodor Gemeiner) | 22. Mai 1771 aus Regensburg.                                                                         | 3. April 1773      | |           |
| Schott, A. L.                                     | 12. Oktober 1772 (ex. ac. Tübingen) aus Württemberg.                                                 | 4. April 1773      | |           |
| Rheinwald, C. H.                                  | 29. April 1772 aus Württemberg.                                                                      | 8. April 1773      | |           |
| Groez, J. E.                                      | 29. April 1772 aus Württemberg.                                                                      | 1. Mai 1773        | |           |
| Wenckstern, Friedrich Alexander von               | 24. April 1773 bis Michaelis 1776.                                                                   | 6. September 1773  | Eintrag im Stammbuch Leisewitz 1770-74. Senior der Hannoverschen Landsmannschaft von Ostern 1775 bis Michaelis 1776. |           |
| Holtzmann, J. H.                                  | 30. April 1772 aus Frankfurt am Main.                                                                | 24. September 1773 | |           |
| Kalm, C. F.                                       | 7. Mai 1773 aus Braunschweig.                                                                        | 8. Oktober 1773    | |           |
| Löw, J. C. von                                    | 16. Oktober 1772 aus Wetterau.                                                                       | 30. Oktober 1773   | |           |
| Reden, Franz von                                  | 3. Mai 1773 als stud. jur. aus Hannover.                                                             | 13. Dezember 1773  | |           |
| Vogel, C. J.                                      | 18. April 1770, stud. med. aus Erfurt.                                                               | 15. Dezember 1773  | |           |
| Diel, P. C.                                       | 21. Oktober 1772, stud. jur. aus Frankfurt am Main.                                                  | 20. Dezember 1773  | |           |
| Dönhoff, C. F. L. B. Graf von                     | 1773                                                                                                 | 22. Dezember 1773  | |           |
| Schleinitz, Wilhelm Karl Ferdinand von            | 7. Mai 1773 aus Braunschweig.                                                                        | 24. Dezember 1773  | |           |
| Ahlefeldt, Balthasar (1759–1780)                  | ??.                                                                                                  | ?? 1773            | HL 686 Silhouetten-Sammlung Schubert 36. Verstarb zwei Monate nach seinem Abschied aus Göttingen. |           |
| Petz, G. G. von                                   | 14. September 1772 aus Riga.                                                                         | 5. Februar 1774    | |           |
| Nolde, J. C. von                                  | 5. Oktober 1773 aus Curland.                                                                         | 1. April 1774      | |           |
| Faber, M. J.                                      | 13. Oktober 1772 aus Hamburg.                                                                        | 9. August 1775     | |           |
| Wiesenhütten, Franz Wilhelm von                   | 15. April 1774 aus Frankfurt am Main.                                                                | 12. September 1775 | |           |
| Numers, Carl Johann von (1757–1822)               | 15. August 1773 aus Livland.                                                                         | 13. September 1775 | Landmarschall in Livland |           |
| Patkul, Johann Jakob von                          | 16. September 1774 aus Estland.                                                                      | 9. März 1776       | |           |
| Brandes, Ernst                                    | 17. Oktober 1775, stud. jur. aus Hannover.                                                           | 28. März 1776      | Sohn des hannoverschen Verwaltungsjuristen und langjährigen Universitätsreferenten der hannöverschen Regierung für die Georg-August-Universität Göttingen Georg Friedrich Brandes. |           |
| Rehbinder, Gustav Diedrich von 1756–1826          | 17. Oktober 1774 aus Estland.                                                                        | 1. April 1776      | Baltischer Politiker |           |
| Hammerstein, Fr. von                              | 24. Oktober 1774 aus Lippe.                                                                          | 3. April 1776      | |           |
| Ploucquett, C. M.                                 | 19. Oktober 1775, stud. theol. aus Württemberg.                                                      | 5. April 1776      | Imm. Tübingen 14. November 1769, dort Mitglied des Ordens SEC. |           |
| Rosenbach, B. W. von                              | 11. September 1773 aus Estland.                                                                      | 9. April 1776      | |           |
| Alten, Ernst Bodo Friedrich von                   | 12. Mai 1775 bis Ostern 1778, aus dem Hannöverschen.                                                 | 22. September 1776 | Mitglied der Hannoverschen Landsmannschaft; Einträger im Stammbuch af Sandeberg mit Zeichen „ZN“, S. 135 |           |
| Meyer, J. G.                                      | 27. Oktober 1773 aus Bremen.                                                                         | 23. September 1776 | Mitglied der Hannoverschen Landsmannschaft ?? Nr. 0659 ?? |           |
| Ramdohr, Basilus von                              | 4. Mai 1775 bis Ostern 1778; aus Hoya.                                                               | 23. September 1776 | In der 4. Adjudantur der Hannoverschen Landsmannschaft, auch Mitglied der aus der Göttinger Espérancierloge Mars hervorgegangenen Ordensverbindung Z.N., die von dem Professor Johann Friedrich Blumenbach geführt wurde. |           |
| Münchhausen, A. W. G. von                         | 2. Juni 1773 aus Cassel.                                                                             | 2. Dezember 1776   | HL 680 Silhouetten-Sammlung Schubert |           |
| Meiners, A. M. von                                | 11. Oktober 1771 aus Livland.                                                                        | 17. Juni 1773      | Einordnung bei Richter unlogisch, Zahlendreher? Q: Stammbuch v. Campen, siehe oben |           |
| Klugen, Adam Georg von                            | 5. September 1775 aus Estland.                                                                       | 1776               | Mitglied der Landsmannschaft der Kurländer. Einträger im Stammbuch af Sandeberg mit Zeichen „ZN“, S. 31 |           |
| Flebbe, W.                                        | 1. Mai 1775, stud. jur. aus Lauenburg/Elbe.                                                          | 4. September 1777  | Mitglied der Hannoverschen Landsmannschaft. Einträger im Stammbuch af Sandeberg mit Zeichen „ZN“, S. 11 |           |
| Lehr, G. P.                                       | 10. Oktober 1776, stud. med. aus Frankfurt am Main.                                                  | 23. September 1777 | |           |
| Buddenbrock, Gustav Johann von                    | 3. Oktober 1775 aus Livland.                                                                         | 4. September 1777  | Reihenfolge bei Richter unlogisch. Senior der Landsmannschaft der Kurländer. |           |
| Post, Heinrich Gerhard von                        | 22. April 1776, stud. jur. aus Bremen.                                                               | 29. September 1777 | Einträger im Stammbuch af Sandeberg mit Zeichen „ZN“ ? und als „Hannoveranus“?, S. 141 |           |
| Wedemeyer, Johann Christoph von                   | 26. April 1776 bis Ostern 1783, stud. jur. aus Hannover.                                             | 19. Februar 1778   | Senior der Hannoverschen Landsmannschaft |           |
| Bremer, Friedrich Franz Dietrich von              | 15. April 1777 aus Hannover.                                                                         | 20. März 1779      | Sohn des Bürgers, Geheimen Rats und seit 1769 Ministers Benedict von Bremer († 1779); wurde später selbst Minister des Königreichs Hannover. |           |
| Blumenbach, Johann Friedrich                      | 19. Oktober 1772, stud. med. aus Gotha.                                                              | 1779               | Als Göttinger Professor Senior des Ordens ZN. |           |
| Rehberg, August Wilhelm                           | 15. September 1774, stud. med. aus Hannover.                                                         | 1779               | Später Hannoverscher Staatsmann und Sekretär des Geheimen Rates |           |
| Luis, Joh. D.                                     | 8. Mai 1778, aus Hamburg.                                                                            | 11. Juni 1779      | |           |
| Flohr, J. R.                                      | 5. Mai 1778, aus Hamburg.                                                                            | 23. Juli 1779      | Silhouetten-Sammlung Schubert Nr. 116 |           |
| Jaenisch, C.                                      | 17. April 1776, stud. med. aus Hamburg.                                                              | Juli 1779          | Senior der Hamburgischen Landsmannschaft um 1779 |           |
| Bosset, Alexius                                   | ??? 1776                                                                                             | 1779               | Silhouetten-Sammlung Schubert Nr. 51 |           |
| Rolssen, Johann Joachim                           | ??? 1776                                                                                             | 1779               | Senior der Landsmannschaft der Kurländer. Silhouetten-Sammlung Schubert. |           |
| Münchhausen, Friedrich Ludwig von                 | ??? 1776                                                                                             | 1779               | Senior der Landsmannschaft der Braunschweiger. Silhouetten-Sammlung Schubert. |           |
| Lunich, von                                       | ??? 1776                                                                                             | 1779               | Silhouetten-Sammlung Schubert Nr. 73 |           |
| Grüb, W. F.                                       | ??? 1776 aus Ansbach                                                                                 | 1779               | Silhouetten-Sammlung Schubert Nr. 77 |           |
| Sickingen, Franz von                              | ??? 1776                                                                                             | 1779               | Silhouetten-Sammlung Schubert Nr. 80 |           |
| Tegelmann, Baron von                              | ??? 1776 aus Wien                                                                                    | 1779               | Silhouetten-Sammlung Schubert Nr. 103 |           |
| Fludyer, Sir Samuel (1759–1833)                   | ??? 1776 aus England                                                                                 | 1779               | Silhouetten-Sammlung Schubert Nr. 109. 2nd Baronet, MP for Aldborough, 1781–1784 |           |
| Fludyer jun.,                                     | ??? 1776 aus England                                                                                 | 1779               | Silhouetten-Sammlung Schubert Nr. 110 |           |
| Wangenheim, von                                   | ??? 1776 aus Gotha                                                                                   | 1779               | Silhouetten-Sammlung Schubert Nr. 113 |           |
| Lichtenberg, Fr. Aug.                             | 28. April 1773, stud. jur. aus Darmstadt.                                                            | 1780               | |           |
| Bremer, Georg Benedict August von                 | 15. April 1777, stud. jur. aus Hannover.                                                             | 1780               | Silhouetten-Sammlung Schubert Bl. 49; Einträger im Stammbuch af Sandeberg mit Zeichen „ZN“, S. 18 |           |
| Pfister, Balth. von                               | 7. Oktober 1777, stud. jur. aus Schaffhausen.                                                        | 1780               | |           |
| Rougemont, Georg von                              | 7. Oktober 1777, stud. jur. aus Genf.                                                                | 1780               | |           |
| Pottgießer, W. H.                                 | 2. Mai 1776, stud. jur. Tremoniensis.                                                                | 1780               | |           |
| Böhmer, J. Georg ??                               | 21. Oktober 1777, stud. jur. aus Hannover.                                                           | 1780               | |           |
| Böhmer, A. Ph.                                    | 21. Oktober 1777, stud. jur. aus Hannover.                                                           | 1780               | |           |
| Alten, C. E. G. von                               | 4. Mai 1778, stud. jur. aus Hannover.                                                                | 1780               | Mitglied der Hannoverschen Landsmannschaft. Silhouetten-Sammlung Schubert Nr. 50 |           |
| Alten, A. C. F. von                               | 23. Oktober 1778, stud. jur. aus Hannover.                                                           | 1780               | Mitglied der Hannoverschen Landsmannschaft. |           |
| Hocquel, Pedro                                    | 3. Oktober 1778, stud. jur. aus Lissabon.                                                            | 1780               | |           |
| Barckhaus gen. von Wiesenhütten, Carl Ludwig von  | 11. Oktober 1779 aus Frankfurt am Main.                                                              | 1780               | |           |
| Ramberg, G. H. D.                                 | 12. April 1780, stud. jur. aus Hannover.                                                             | 1780               | Mitglied der Hannoverschen Landsmannschaft. |           |
| Reitzenstein, E. C. Frhr. von                     | 11. Mai 1780, stud. jur. aus Bayreuth.                                                               | 1780               | |           |
| Byng, George (1764–1847)                          | 22. September 1780, stud. math., Anglus.                                                             | 1780               | In Göttingen Lichtenberg-Zögling, sp. Member of Parliament for Middlesex |           |
| Poel, Piter                                       | 7. November 1780 aus Hamburg.                                                                        | 1781               | |           |
| Recke, Johann Friedrich (von) (1764–1846)         | 1. Oktober 1781, stud. jur. aus Mitau.                                                               | 1781               | |           |
| Schulenburg-Wolfsburg, Gebhard von der            | 18. April 1782                                                                                       | 1781               | War in Jena zuvor Harmonist und gründete nach dem ZN-Verbot in Göttingen den Harmonistenorden. |           |

## Materialien
- Götz von Selle (Hrsg.): Die Matrikel der Georg-August-Universität zu Göttingen - 1734–1837. Leipzig 1937, Kraus Reprint, 1980, ISBN 978-3-262-00030-8